# Пашакъшла
Пашакъшла (на румънски: Vișina) е село в окръг Тулча, Северна Добруджа, Румъния.

## История
Между 1860 и 1870 год. в селото учителства поп Харитон Халачев. След създаването на Българската екзархия в 1870 година, 90-те български семейства в Пашакъшла приветстват „радостното решение на църковния ни въпрос“ и молят Тулчанската българска община да им съдейства, за да бъдат приети под върховенството на Екзархията и да им се пратят български свещеници. До 1940 година Пашакъшла е с преобладаващо българско население, което се изселва в България по силата на подписаната през септември същата година Крайовската спогодба.